# Data de Groove
Data de Groove è il sesto album del cantante austriaco Falco, pubblicato nel 1990 dall'etichetta discografica Teldec.

## Tracce
CD Teldec 9031-71818-2
1. Neo Nothing - Post of All - 4:45
2. Expocityvisions - 4:08
3. Charisma Kommando - 4:47
4. Tanja P. nicht Cindy C. - 3:35
5. Pusher - 4:25
6. Data De Groove - 4:38
7. Alles im Liegen - 5:04
8. U.4.2.P.1. Club Dub - 3:41
9. Bar Minor 7/11 (Jeanny Dry) - 3:45
10. Anaconda 'Mour - 0:57

## Classifiche
| Classifica (1990) | Posizione raggiunta |
| ----------------- | ------------------- |
| Austria           | 11                  |